# Festival RTP da Canção 2000
O XXXVI Festival RTP da Canção 2000 foi o trigésimo sexto Festival RTP da Canção e teve lugar no dia 26 de Março de 2000 na Sala Tejo do Pavilhão Atlântico (actual MEO Arena), em Lisboa.
Apresentado por Rita Ferro Rodrigues e por Gaspar Borges, o festival foi ganho por Liana, que cantou "Sonhos Mágicos".

## Festival
A estação pública de televisão abriu concurso para a aceitação de originais, tendo o júri de seleção apurado oito canções.
Este espetáculo dividiu-se em três partes, tendo sido apresentado por Rita Ferro Rodrigues e Gaspar Borges. O diretor musical do festival foi o maestro Armindo Neves. Na primeira parte um desfile das oito canções concorrentes defendidas em palco. Na segunda parte teve lugar uma homenagem a Amália Rodrigues, concebida por Filipe La Féria que contou com a participação dos seguintes artistas: Alexandra, Anabela, Carlos Paulo, Carlos Quintas, Helena Vieira, Henrique Feist, Jorge Fernando, José da Câmara, José Manuel Sousa, Mafalda Arnauth, Mariza, Paula Sá, Rita Ribeiro, Tonicha, Vicente da Câmara, Ruy de Carvalho e Marco Paulo. A terceira e última parte consistiu no momento de todas as decisões que couberam inteiramente aos júris reunidos nos centros de produção da RTP, o designado júri distrital, que elegeram os Secreta Passagem (Mónica Ferraz e Miguel Braga) como os melhores intérpretes deste festival, tendo sido galardoados com o Prémio Melo Pereira, no valor pecuniário de 500 mil escudos.
"Sonhos mágicos" foi a canção vencedora, um tema de Maria da Conceição Norte (poema) e de Gerardo Rodrigues (música), com interpretação de Liana. O prémio atribuído ao tema vencedor teve um valor de 1.500 mil escudos (cerca de 7.482,00€). A cada uma das restantes canções concorrentes foi atribuída a quantia de 500 mil escudos.
| #   | Artista          | Canção                       | Música (m) / Letra (l)                              | Pontuação | Classificação |
| --- | ---------------- | ---------------------------- | --------------------------------------------------- | --------- | ------------- |
| 1.º | 100 Nome         | "Lança em mim a moeda ao ar" | Luís Filipe Estrela (m), Rui Machado (l)            | 51        | 5.º           |
| 2.º | Raquel Alão      | "De ti serei"                | Emanuel Ribeiro e João Guerra (m), Raquel Alão (l)  | 63        | 4.º           |
| 3.º | Paulo Terrão     | "O teu tempo"                | Paulo Terrão (m & l)                                | 80        | 2.º           |
| 4.º | Trigal           | "Lenço de linho"             | Firmino Mendes (m), José Sarmento (l)               | 31        | 8.º           |
| 5.º | Secreta Passagem | "Vai à procura"              | Miguel Braga (m & l)                                | 73        | 3.º           |
| 6.º | Pedro Portas     | "Ave cega"                   | Gerardo Rodrigues (m), Maria da Conceição Norte (l) | 43        | 6.º           |
| 7.º | Alexandra Costa  | "Tantos adeus por dizer"     | António João Gata (m & l)                           | 41        | 7.º           |
| 8.º | Liana            | "Sonhos mágicos"             | Gerardo Rodrigues (m), Maria da Conceição Norte (l) | 86        | 1.º           |